# Schäfersches Haus

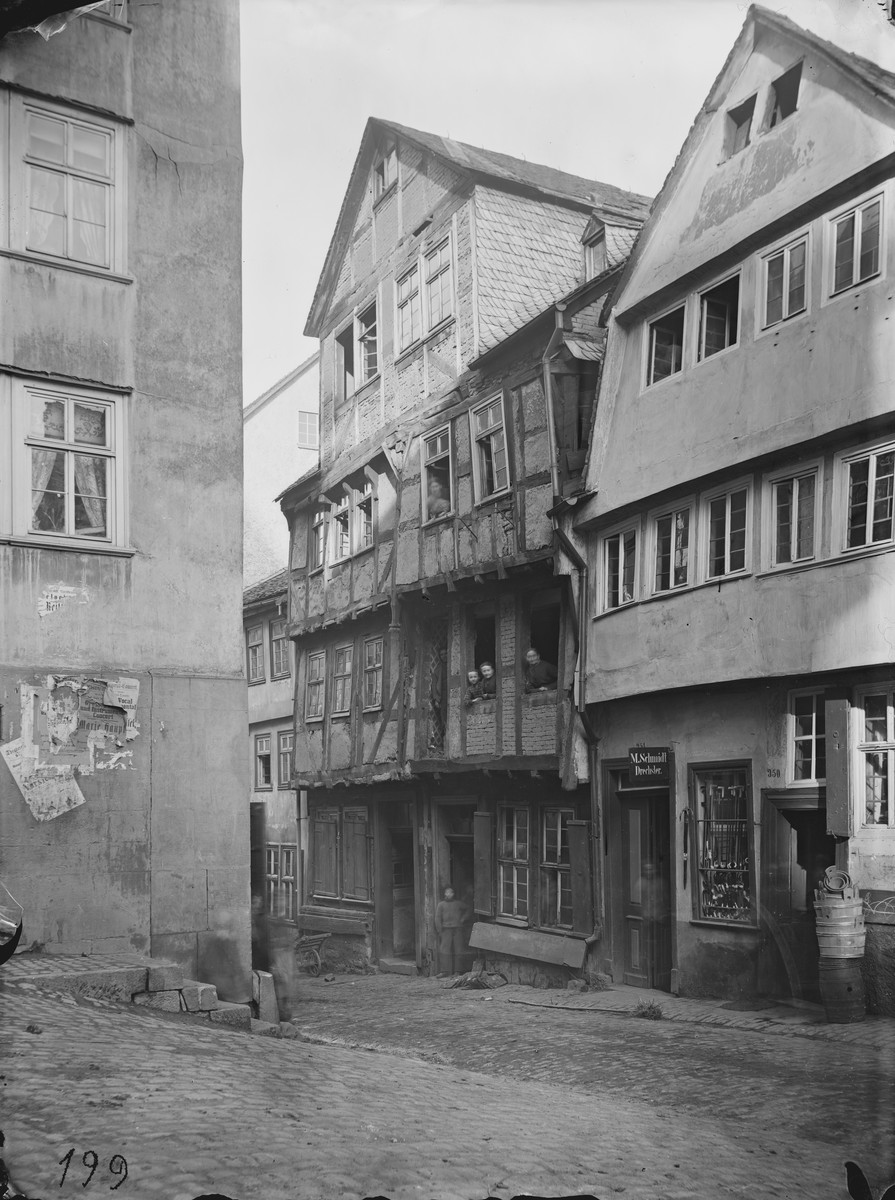
Schäfersches Haus mittig kurz vor seinem Abriss 1875 (Fotografie von Ludwig Bickell)

Das Schäfersche Haus war ein gotisches Fachwerkhaus in der Altstadt von Marburg. Es wurde um 1320/30 errichtet und nach mehrfachen Umbauten schließlich 1875 abgerissen. Es ist nach seinem Erforscher Carl Schäfer benannt, der das Gebäude erstmals wissenschaftlich publizierte.

## Lage und Beschreibung

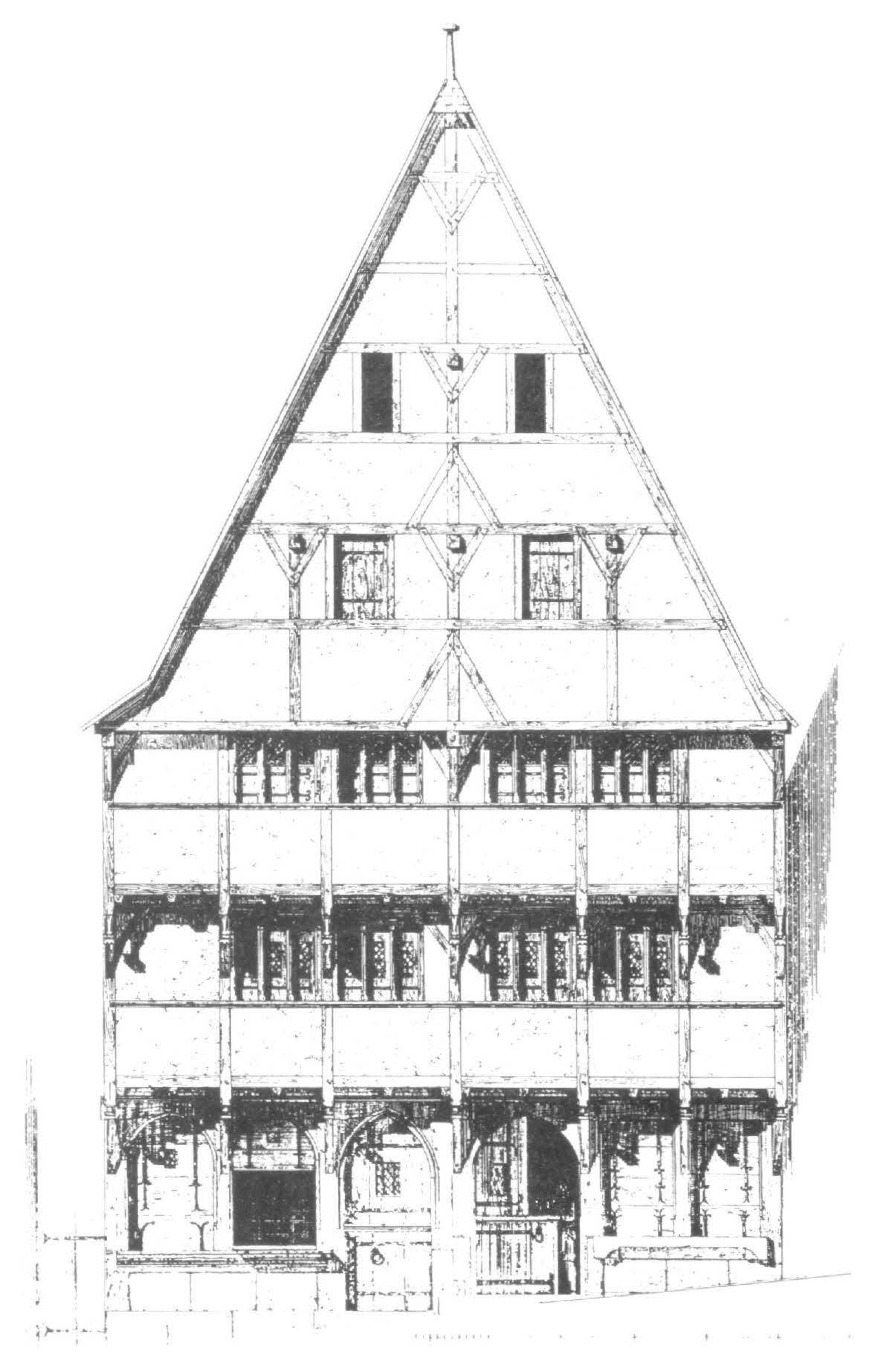
Rekonstruktion nach Carl Schäfer (um 1883–88), Erdgeschoss, Giebel und Lage der Fenster sind nicht eindeutig gesichert.

Das Schäfersche Haus hatte die Anschrift Neustadt 3–4 in Marburg.
Bei seinem Abbruch handelte es sich um ein dreigeschossiges, traufständiges Doppelhaus mit Zwerchhaus. Erstes und zweites Obergeschoss kragten jeweils leicht vor. Erdgeschoss und erstes Obergeschoss waren sechsachsig, das zweite Obergeschoss fünfachsig. Dieser Zustand war Resultat diverser Umbauten.
In seinem Erbauungszustand um 1320/30 handelte es sich um einen dreigeschossigen giebelständigen Ständerbau, wobei es umstritten ist, ob es zu diesem Zeitpunkt bereits ein Doppelhaus war. Das Gebäude bestand aus fünfzehn Ständern (drei entlang der Giebelseite, fünf entlang der Traufseite), je drei Stockwerke hoch. Das Erdgeschoss hatte wohl eine hallenartige Erscheinung, was durch die spätere Erhöhung des Straßenniveaus verlorenging. Von den ursprünglich jeweils sieben Hängepfosten der Straßenfassade war 1875 nun noch der mittlere im 2. Obergeschoss vorhanden. Der Giebel war wohl, entgegen der Rekonstruktionszeichnung von Carl Schäfer, nicht vorkragend, sondern schloss mit der Wandfläche des 2. Obergeschosses ab, während das Dach mit einem Freigespärre vorkragte.

## Geschichte
Das Schäfersche Haus wurde nach dem Stadtbrand von 1319 errichtet, etwa um 1320/30.
Nach dem Abriss 1875 entstanden auf den beiden Grundstücken 1876 neue Gebäude. Auf dem Grundstück Neustadt 3 wurde ein dreigeschossiges traufständiges Gebäude vom Zimmermeister Georg Broeg für sich selbst errichtet, auf dem Grundstück Neustadt 4 ein ebenfalls dreigeschossiges traufständiges Gebäude für den Schuhmacher Weber vom Zimmermeister Martin Salzmann.
Das Marburger Universitätsmuseum bewahrt unter der Inventarnummer 18.050 einen Hängepfosten des Hauses auf.